# Flurlingen
Flurlingen est une commune suisse du canton de Zurich, située dans le district d'Andelfingen. Au nord de la commune se trouvent les chutes du Rhin.

Photo aérienne (1950).